# Červenica pri Sabinove
Červenica pri Sabinove es un municipio del distrito de Sabinov en la región de Prešov, Eslovaquia, con una población estimada a final del año 2024 de 969 habitantes.
Se encuentra ubicado en el centro-oeste de la región, en el valle del río Torysa (cuenca hidrográfica del río Tisza).

## Demografía
| Año        | 1994 | 2004     | 2014    | 2024     |
| ---------- | ---- | -------- | ------- | -------- |
| Población  | 711  | 788      | 846     | 969      |
| Diferencia |      | +10,82 % | +7,36 % | +14,53 % |

| Año        | 2023 | 2024    |
| ---------- | ---- | ------- |
| Población  | 965  | 969     |
| Diferencia |      | +0,41 % |